# 폴 밴더보트

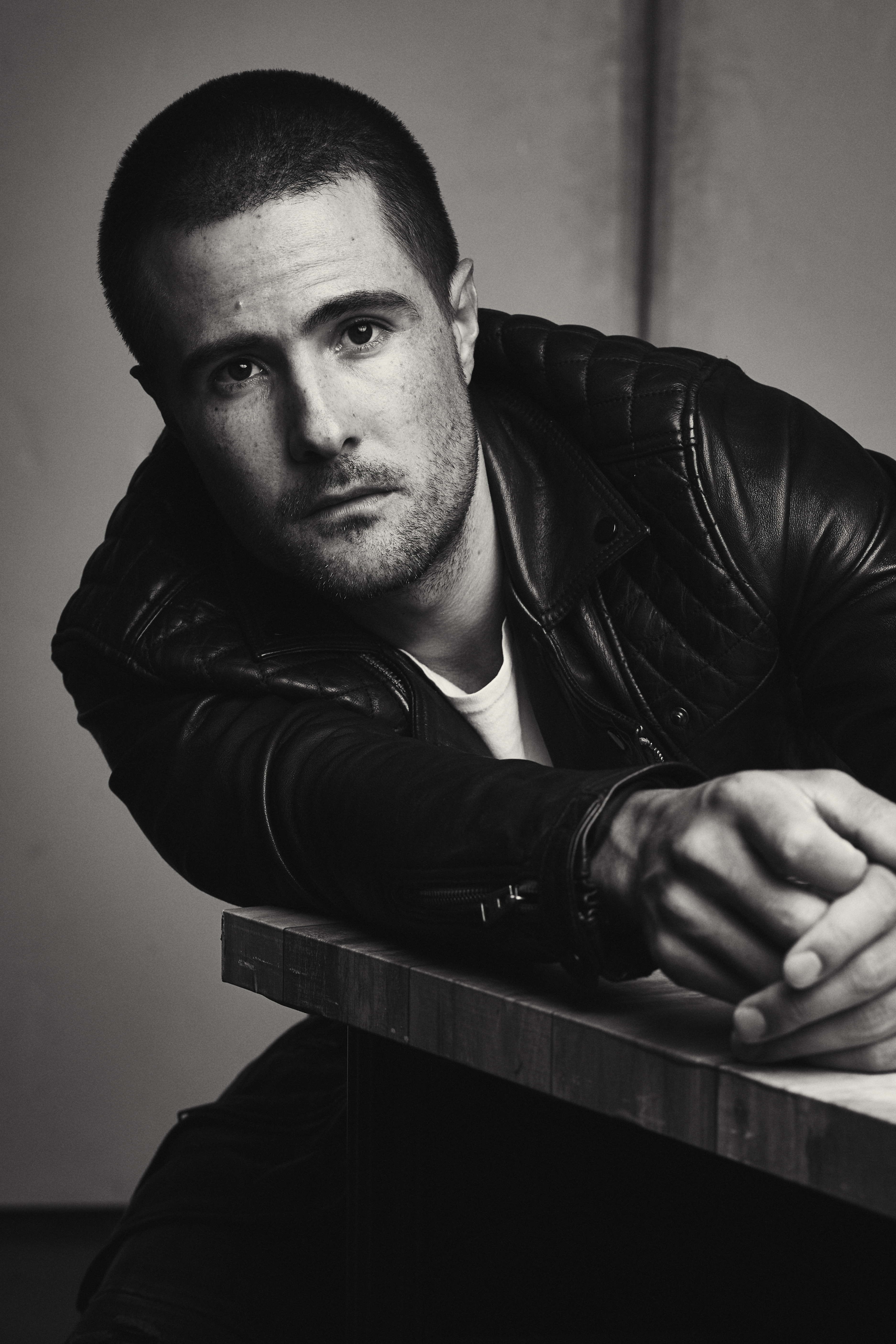

폴 밴더보트(Paul Vandervort, 1985년 2월 5일 ~ )는 미국의 배우, 텔레비전 배우, 모델, 각본가, 영화 프로듀서이다.
애스펀에서 태어났다.

## 영화
- 라임라이트 (2017년)
- 앨티튜드(프랑스어판) (2017년)